# Елиът Смит
Стивън Пол Смит (на английски: Steven Paul Smith), известен професионално като Елиът Смит (на английски: Elliott Smith), е американски певец, автор на песни и мултиинструменталист.
Смит е роден на 6 август 1969 г. в Омаха, Небраска. Израства в Тексас, но в голяма част от живота си живее в Портланд, Орегон, където за първи път става популярен. Основният инструмент на Смит е китарата, но също свири на пиано, кларинет, бас китара, барабани и хармоника. Смит има отличителен вокален стил, характеризиращ се с неговото „шепнещо, тънко като паяжина пеене“ и често използва мултитракинг за да създаде множество слоеве, текстури и хармонизации.
След като свири в рок групата Heatmiser в продължение на няколко години, Смит започва своята солова кариера през 1994 г. с издания на независимите звукозаписни компании Cavity Search и Kill Rock Stars (KRS). През 1997 г. подписва договор с DreamWorks Records, за които записва два албума. Смит става известен, когато песента му Miss Misery, включена в саундтрака към филма Good Will Hunting (1997), е номинирана за Оскар в категорията за най-добра оригинална песен през 1998 г.
Смит пие много и периодично употребява наркотици през целия си живот. Диагностициран е с хиперактивно разстройство с дефицит на вниманието (ADHD) и депресия. Неговата борба с наркотиците и психичните заболявания се отразяват на живота и работата му, често пише за тях в песните си.
На 21 октомври 2003 г., на 34 години, той умира в Лос Анджелис, Калифорния, от две рани от нож в гърдите. Доказателствата от аутопсията са неубедителни по отношение дали това е било убийство, или самоубийство. Преди смъртта си Смит работи върху шестия си студиен албум From a Basement on the Hill, който е продуциран след смъртта му и издаден през 2004 г.